# Golfclub De Hoge Kleij
Golfclub De Hoge Kleij is een Nederlandse golfclub in Leusden in de provincie Utrecht, gelegen op het landgoed Den Treek.

## De club
De golfclub werd opgericht in 1985. Het terrein kwam ter beschikking bij de aanleg van de A28. Die doorsneed het landgoed Den Treek en in het afgesneden stuk van 58 hectare legde de golfclub een golfbaan aan. Bezwaren er tegen van onder andere de 'Stichtse Milieu Federatie' werden door de Afdeling bestuursrechtspraak van de Raad van State afgewezen. Het ontwerp was van Frank Pennink. Er stond een oude boerderij die vervangen werd door een clubhuis.
Van 1990-1999 werd op De Hoge Kleij de International Team Matchplay gespeeld. In 1993 wordt het eerste NK Senior Strokeplay gespeeld. Bauke Bult wint na een twee holes play-off van C. van Dijk.
Robert van Kranen is sinds 2004 als professional aan De Hoge Kleij verbonden. 
Sinds 1 januari 2020 is Wiebe Giesen head pro op Golfclub De Hoge Kleij.

## Baanrecord
- Het baanrecord bij de heren staat met een 66 op naam van Joost Steenkamer. Teemu Bakker evenaarde deze score op 2 augustus 2009. Loran Appel behaalde eenzelfde score op 5 augustus 2023 tijdens het Nationaal Strokeplaykampioenschap Heren.
- Op 2 augustus 2009 maakt Joan van der Kraats (in de stromende regen) een 68. Daarvoor stond het baanrecord voor de dames eerst op 70 gemaakt door Karlijn Zaanen tijdens het Nationaal Open Dames van 2006. Daarna, op 31 juli 2009, maakt Chrisje de Vries een 69 hetgeen geëvenaard wordt door Caroline Karsten de volgende dag.

## Executies
Na onderzoek werd in 2023 duidelijk dat op het terrein waar Golfclub Hoge Kleij is gevestigd in de Tweede Wereldoorlog 77 Sovjet-krijsgevangenen door de Duitse bezetter zijn doodgeschoten.